# Château de Fratteau
 (juillet 2025).
 (août 2025).
- Si vous ne connaissez pas le sujet, laissez ce bandeau (vous pouvez alors contacter les auteurs).
- Si vous supprimez le contenu mis en cause (vous pouvez préalablement contacter les auteurs),

argumentez précisément cette suppression dans la page de discussion
(un manque de référence n'est pas un argument ; une recherche réelle de référence doit avoir été effectuée, être formellement documentée).

## Description
Le château de Fratteau (ou Frateau) se situe à la limite ouest de la commune de Neuvic (Dordogne). Il a été inscrit « Site pittoresque et historique de Dordogne »[source insuffisante] par un arrêté ministériel du 11 octobre 1984,[réf. non conforme].
La présence d'une motte castrale est attestée au moins depuis le XIIe siècle. C'est un ensemble de constructions datant du XIIe au XVIIIe siècle, qui comporte un logis (à demi ruiné), une tour carrée du XVe, des cheminées des XVe et XVIe siècles et une porte d'entrée du XVIIIe[source secondaire nécessaire]. 
La structure ainsi que les ruines de la chapelle du XIIe siècle sont entourées des restes de l'enceinte du XVe en grand appareil ; un réseau souterrain circule sous l'édifice[source secondaire nécessaire]. 

## Historique
Ancien fief des Frastel et des Grimoard, il échut ensuite (par alliance) à Marie-Lucrèce de Saint-Chamans, épouse en 1705 de Jean (de) Bertin, dont 12 enfants. L'aîné fut Mathieu-Louis Bertin (1707-1779), capitaine, qui s'intitulait marquis de Frateaux et finit embastillé, auquel succéda un cadet, Henri Bertin (1720-1792), qui fut ministre des finances de Louis XV et marquis de Bourdeilles. Il ne semble pas s'y être intéressé. Il mourut en émigration et le château fut vendu comme bien national en 1793.
Au début du XIXe siècle, un potier prit possession des lieux et y établit une carrière d'argile, un atelier et un four. Depuis quelques années, des potiers artisanaux font revivre le site qu'ils restaurent par la même occasion[source insuffisante].